# United Bible Societies
Die United Bible Societies (UBS, deutsch Weltverband der Bibelgesellschaften oder Weltbund der Bibelgesellschaften) ist eine weltweite Vereinigung von Bibelgesellschaften. Im Jahre 1946 wurde die UBS von den Delegierten aus 13 Ländern in Haywards Heath (England) gegründet, um die Aktivitäten der Bibelgesellschaften zu koordinieren und die interkonfessionelle Zusammenarbeit auf der Grundlage der Bibel zu fördern. Die UBS hat ihr Hauptquartier heute in Swindon in England.
Im Jahr 2020 existierten 150 Bibelgesellschaften, die in 240 Ländern und Territorien tätig sind. Zwei Drittel der Übersetzungen der gesamten Bibel in über 700 Sprachen wurden von Bibelgesellschaften angefertigt. Darüber hinaus gibt es Übersetzungen des Neuen Testamentes in ca. 1500 Sprachen und weitere Übersetzungen von Teilen der Bibel durch den Weltbund der Bibelgesellschaften. Zwischen 2015 und 2020 vertrieben Bibelgesellschaften weltweit über 2 Milliarden Bibeln und stellten Übersetzungen in über 300 neue Sprachen vor. Bibelübersetzungen werden mit muttersprachlichen Übersetzern, konsequentem Bezug zu den biblischen Originalsprachen und unter maßgeblicher Mitarbeit der lokalen Kirchen angefertigt.
Der Weltbund der Bibelgesellschaften ist interkonfessionell und arbeitet mit allen christlichen Konfessionen. Er pflegt Verbindungen mit dem Vatikan, der Katholischen Bibelföderation, dem Ökumenischen Rat der Kirchen, Vertretungen der orthodoxen und orientalischen Kirchen sowie vielen weiteren kirchlichen Verbänden.
Zusammen mit der 1985 in Nanjing gegründeten Amity Foundation ist UBS Inhaber der Amity Printing Company, einer 1988 gegründeten Druckerei in Nanjing, die mehr Bibeln druckt als jede andere Druckerei weltweit (bisher mehr als 160 Millionen Bibeln in mehr als 90 Sprachen, Stand 2017).

## Mitglieder
Im Dezember 2020 zählte die UBS 150 Mitgliedsorganisationen, die in mehr als 240 Ländern und Territorien tätig sind. Zu ihnen gehören unter anderem:
- British and Foreign Bible Society (1804)
- American Bible Society (1816)
- Bible Society In Australia (1817)
- Bible Society NSW (1817)
- Colombian Bible Society (1825)[4]
- Bible Society In New Zealand (1846)
- Canadian Bible Society (1904)
- Deutsche Bibelgesellschaft (1948)
- Schweizerische Bibelgesellschaft (1955)
- Palästinensische Bibelgesellschaft (1993)
- Bible Society of South Africa[5]
- Ukrainische Bibelgesellschaft
- Russische Bibelgesellschaft
- Japanische Bibelgesellschaft
- Ungarische Bibelgesellschaft
- Niederländische Bibelgesellschaft[6]